# Крістур-Крішень
Крістур-Крішень, Крістур-Крішені (рум. Cristur-Crișeni) — село у повіті Селаж в Румунії. Входить до складу комуни Крішень.
Село розташоване на відстані 390 км на північний захід від Бухареста, 9 км на північ від Залеу, 65 км на північний захід від Клуж-Напоки.

## Населення
За даними перепису населення 2002 року у селі проживали 456 осіб.
Національний склад населення села:
| Національність | Кількість осіб | Відсоток |
| -------------- | -------------- | -------- |
| угорці         | 441            | 96,7%    |
| румуни         | 15             | 3,3%     |

Рідною мовою назвали:
| Мова      | Кількість осіб | Відсоток |
| --------- | -------------- | -------- |
| угорська  | 441            | 96,7%    |
| румунська | 15             | 3,3%     |